# Arthur Rostron
Arthur Henry Rostron (Astley Bridge, 14 de mayo de 1869 - Chippenham, 4 de noviembre de 1940) fue un marino de la Cunard Line, famoso por ser el capitán del barco que acudió al rescate de sobrevivientes del RMS Titanic en 1912, por lo que fue muy elogiado y condecorado.

## Primeros años
Arthur Henry Rostron nació de la unión de James Rostron y Nancy en Astley Bridge en el condado de Lancashire, el 14 de mayo de 1869. Durante la primera etapa de su infancia, se crio en su lugar de origen llegando a cursar el bachillerato.

## Carrera

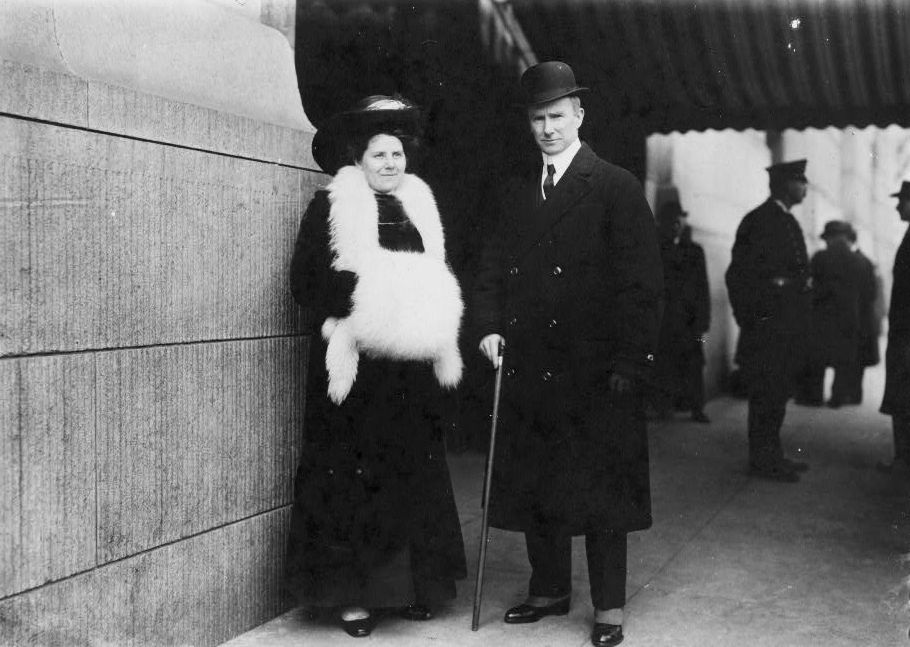
Rostron y su esposa el 25 de febrero de 1913.

Desde la temprana edad de 13 años logró ser aceptado en un barco de entrenamiento naval llamado Conway y a los 15 años se unió como aprendiz de oficial en la Waverley Line donde estuvo a bordo del RMS Cedric y del RMS Saxon.
A los 18 años alcanza el puesto de segundo piloto a bordo del RMS Red Gauntlet de la misma firma y más tarde ocupa el mismo puesto en el RMS Camphill. A pesar de su juventud, Rostron ya conoce casi todos los mares del planeta.
A bordo del RMS Concord obtiene su diploma de piloto maestro a los 25 años y en enero de 1895 se une a la Cunard Line como cuarto oficial donde sirve a bordo del RMS Umbria y varios otros barcos de la compañía.
En 1907, a los 38 años sirve como primer oficial a bordo del flamante RMS Lusitania, uno de los principales transatlánticos de la firma. Ese mismo año es transferido con el rango de capitán a bordo del RMS Brescia y realiza deberes en el Mediterráneo sirviendo además en el RMS Pavia, todos barcos de transporte mixtos.

### Naufragio del Titanic

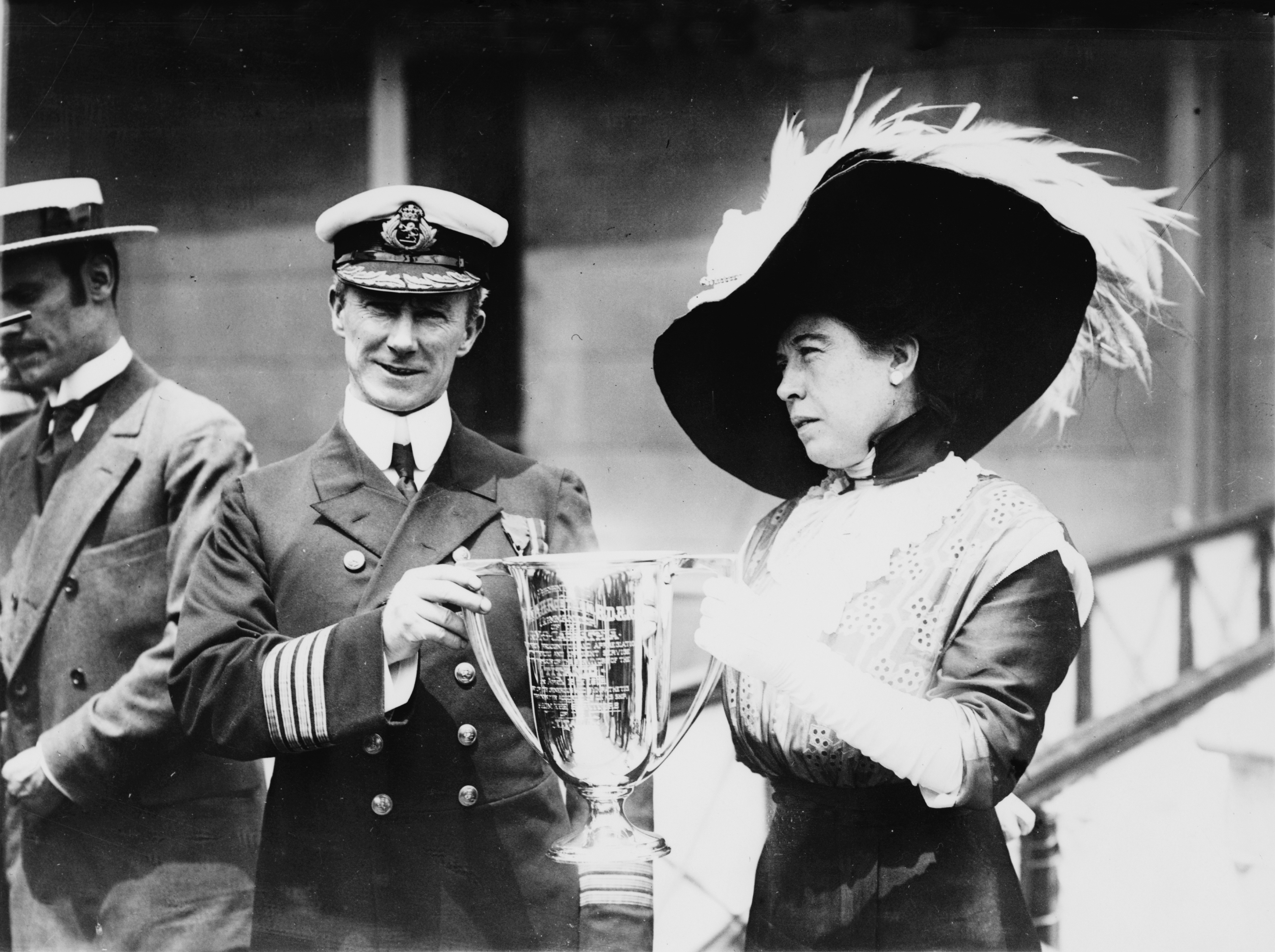
Arthur Rostron y Molly Brown entregándole una copa de plata.

El primer mando de un transatlántico de línea lo toma a los 42 años, en 1911, a bordo del RMS Pennonia hasta enero de 1912, cuando asume el mando del RMS Carpathia en la ruta Nueva York-Fiume (Austria-Hungría) y participa en abril de ese año en el rescate de 706 supervivientes de la tragedia del RMS Titanic.
En el momento en que le llegó el aviso del Titanic, se encontraba a 58 millas de distancia, por lo que ordenó apagar todas las calefacciones del buque para desviar el vapor a las calderas y llegar cuanto antes al lugar del accidente, además ordenó preparar mantas, alimentos y bebidas y avisó a su equipo médico para que estuviera listo. Varios tripulantes fueron a los pasillos para tranquilizar a los pasajeros alarmados por el aumento de velocidad y cambio de rumbo. Rostrom era un hombre piadoso, cada vez que daba órdenes cerraba los ojos en oración, consciente del peligro acelerando en una zona de hielo de noche. Cuando llegaron al punto tres horas después, ordenó lanzar bengalas verdes para alertar de su llegada al barco si todavía estaba a flote o a los supervivientes en botes de lo contrario. El Carpathia empezó a recoger supervivientes poco después, recogiendo 706 personas (una de ellas falleció a bordo) de un total de 2.228. Tras consultar con el director de White Star Line y superviviente J. Bruce Ismay, Rostron dio vuelta y llevó a los supervivientes a Nueva York. Por esta acción logró fama y reconocimiento, siendo honrado con una copa de plata conmemorativa a nombre de los pasajeros representados por Margaret Brown.
Además fue invitado a la Casa Blanca por el presidente Taft quien le condecoró con la Medalla de Honor del Congreso.
Entre 1912 y 1913 manda el Caronia y entre 1913 y 1914 manda sucesivamente el RMS Carmania, RMS Campania, RMS Aulania y a principios de 1915 asume nuevamente el mando del Lusitania siendo el penúltimo capitán de este transatlántico (transfiere el mando por enfermedad a William Thomas Turner cuyo buque sería torpedeado el 7 de mayo de 1915).

## Primera Guerra Mundial, década de 1920 y retiro

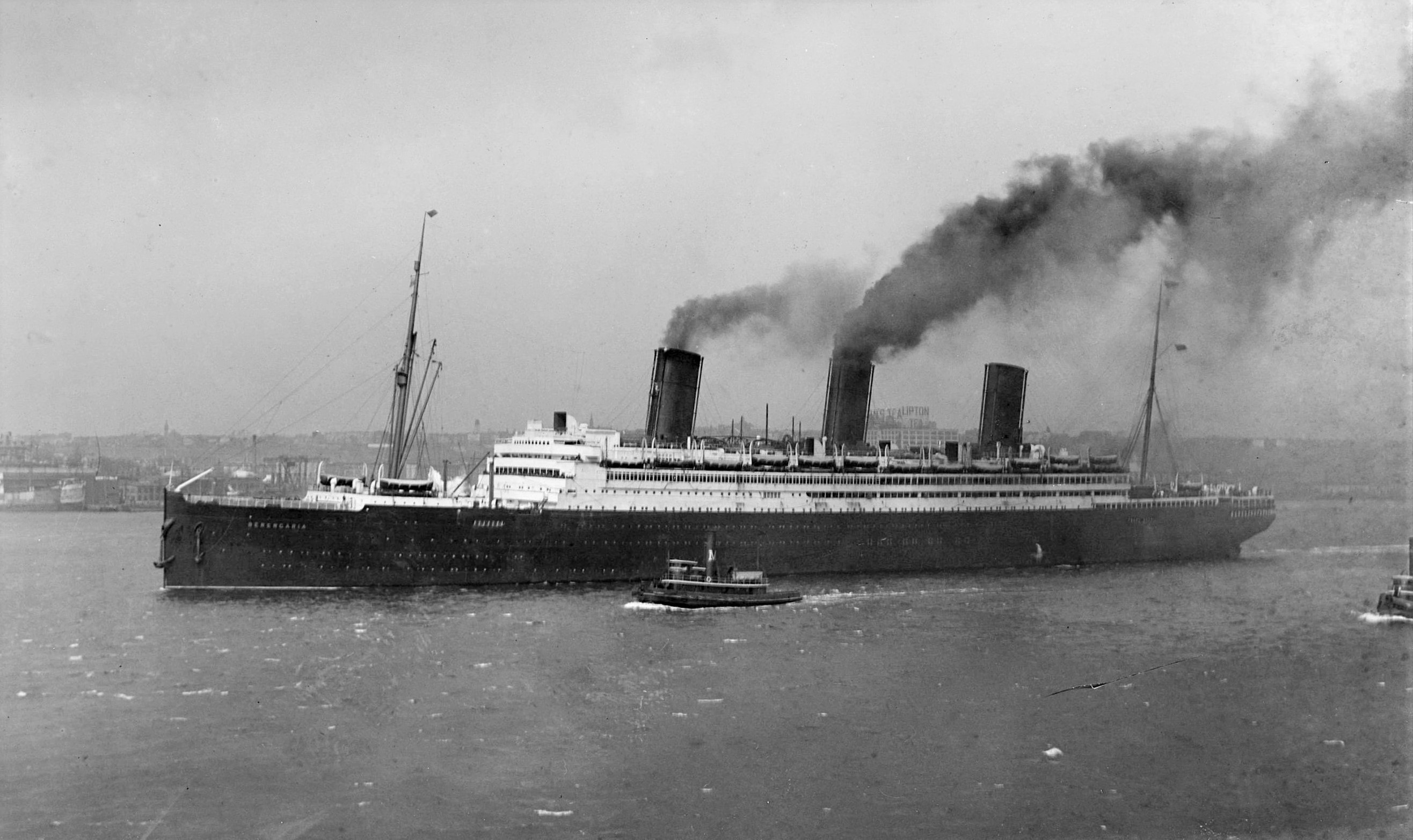
El, último mando de Rostron.

Entre 1915 y 1916 manda el RMS Mauretania y cuando empieza la Primera Guerra Mundial lo alista como buque-hospital. A fines de 1916 toma mandos de intervalo en varios buques tales como el SS Ivernia hasta 1917, donde lo transfiere a su colega William Thomas Turner (quien nuevamente resulta ser el último capitán, ya que resultaría torpedeado y hundido), y luego reasume el mando del Mauretania en 1919 y sirve como barco repatriador de tropas a Estados Unidos. Sirve en este barco hasta 1928 donde pasa a bordo del RMS Berengaria como comodoro de la flota Cunard.
Ya estando ad-portas de su retiro, se le conceden honores como el nombramiento de Sir por parte de la corona, almirante en reserva y ayudante de campo del Rey. Se retira en 1931 y escribe un libro autobiográfico llamado Home from the Sea (Regreso desde el mar).

## Fallecimiento
Vivió en Holmecroft, West End, Southampton con su esposa Ethel Minnie y contrajo una pulmonía cuando visitó a su hija Margareth en Chippenham, falleciendo el 4 de noviembre de 1940 en pleno desarrollo de la Segunda Guerra Mundial, a los 71 años de edad. Le sobrevivieron su esposa y cuatro hijos. Su esposa fallecería en 1943.